# Erich Schmidt
Erich Schmidt (Neuhaus am Rennweg, 17 novembre 1914 – 31 agosto 1941) è stato un aviatore tedesco che prestò servizio nella Luftwaffe durante la seconda guerra mondiale. Asso dell'aviazione, gli sono accreditate 47 vittorie aeree.

## Biografia
Erich Schmidt nacque il 17 novembre 1914 a Neuhaus am Rennweg, in Turingia. All'inizio del 1940 fu assegnato alla 9ª squadriglia del 53º stormo caccia (9/JG 53), unità con cui, con il grado di tenente (Oberleutnant), abbatté il suo primo aereo il 12 agosto 1940 durante la battaglia d'Inghilterra: uno Spitfire della RAF intercettato sopra l'Isola di Wight. Quando l'offensiva aerea tedesca sopra il Regno Unito terminò, Schmidt aveva già raggiunto le 17 vittorie, inclusi tre Spitfire fatti precipitare il 15 settembre 1940.
Con l'avvio dell'operazione Barbarossa Schmidt fu trasferito al fronte orientale e già il primo giorno di guerra, cioè il 22 giugno 1941, abbatté quattro aerei sovietici; un Polikarpov I-16 fu il suo 30º successo (4 luglio 1941) e per questo l'asso Werner Mölders gli consegnò la Croce di Cavaliere diciannove giorni dopo. Il 26 luglio cinque bombardieri Tupolev ANT-40 caddero sotto i suoi colpi; il 7 agosto fu la volta di un altro I-16 che portò le vittorie personali a 40. Il 31 agosto il Bf 109 F-2 di Schmidt fu colpito dalla contraerea sovietica. Il pilota fu visto paracadutarsi, ma di lui non si seppe più nulla e fu dichiarato disperso in azione.
In totale Erich Schmidt distrusse 47 aerei nemici, di cui 19 nel fronte occidentale.